# Arne Abrahamsens København 1 og 2
|  | Denne artikel er oprettet af botten Steenthbot ud fra en ekstern database. Den kan derfor have sproglige fejl eller mangler. Denne skabelon kan fjernes efter kontrol af indholdet. |

Arne Abrahamsens København 1 og 2 er en dansk dokumentarisk optagelse fra 1962.

## Handling
Stemningsbilleder fra København og omegn, optaget af den århusianske fotograf Arne Abrahamsen. Del 1 dækker perioden 1956-1958. Del 2 perioden 1959-1962.
Del 1) Rundfart i de københavnske kanaler. Industri i Københavns Havn. Fiskekoner ved Gammel Strand. Handelsliv på Strøget. Trafik, handel og jul på Rådhuspladsen. Hjorte i Dyrehaven. Kronborg og udsejling fra Helsingør. Kullen i Sverige. Mariakirken (Båstad) i Skåne. I Danmark igen: Vester Voldgade. Højbro Plads. Brøndbyvester Kirke og kirkegård. Taarbæk Kirke i Klampenborg. Helligåndskirken på Strøget. Grønholdt Kirke i Fredensborg. Kælketur på Djævlebakken i Dyrehaven. Skihop på Holtekollen. Studenter i dans på Kongens Nytorv. Med i forlystelserne i Tivoli. Trafik på Vesterbrogade. Indimellem luftoptagelser af København. Del 2) Hornorkester på Gammeltorv. Trafik og regnvejr på Vesterbrogade. Små baggårde med vasketøj. Hverdagslivet på Åbenrå, hvor den velbesøgte café Kongo Bar ligger. Tivoli i silende regn.
Filmen fremstår uredigeret.